# Diebzig
Diebzig ist ein Ortsteil der gleichnamigen Ortschaft der Gemeinde Osternienburger Land im Landkreis Anhalt-Bitterfeld in Sachsen-Anhalt, Deutschland.

## Geografie
Diebzig, ein Platzdorf, liegt zwischen Dessau-Roßlau und Calbe (Saale) im Biosphärenreservat Flusslandschaft Mittlere Elbe. Im Norden grenzt die Taube das bebaute Ortsgebiet von großräumigen Eichenwäldern ab.

## Geschichte
Im Jahr 1792 wurde durch den Fürsten Ludwig von Anhalt das Schloss Diebzig im Stil des Spätbarock errichtet; es ist das kleinste Jagdschloss Sachsen-Anhalts.
Am 1. Januar 2010 schlossen sich die bis dahin selbstständigen Gemeinden Diebzig, Chörau, Zabitz, Dornbock, Drosa, Elsnigk, Großpaschleben, Kleinpaschleben, Libbesdorf, Micheln, Osternienburg, Reppichau, Trinum und Wulfen zur Einheitsgemeinde Osternienburger Land zusammen. Gleichzeitig wurde die Verwaltungsgemeinschaft Osternienburg, zu der diese Gemeinden gehörten, aufgelöst.
Im Juni 2013 war der Ort stark vom Elbe-Saale-Hochwasser betroffen.

## Politik

### Ortschaftsrat
Als Ortschaft der Einheitsgemeinde Osternienburger Land übernimmt ein so genannter Ortschaftsrat die Wahrnehmung der speziellen Interessen des Ortes innerhalb bzw. gegenüber den Gemeindegremien. Er wird aus fünf Mitgliedern gebildet.

### Bürgermeister
Der letzte Bürgermeister der Gemeinde Diebzig war Michael Scheringer.
Als weiteres ortsgebundenes Organ fungiert der Ortsbürgermeister, dieses Amt wird zur Zeit von Werner Seidel wahrgenommen.

### Wappen
Blasonierung: „In Gold eine steigende schwarze Spitze, belegt mit einem in Richtung Gipfel geschwungenen beblätterten goldenen Eichenzweig, begleitet von zwei schwarzen Eicheln mit goldenen konturierten Kapseln.“
Das Wappen wurde 1999 vom Magdeburger Kommunalheraldiker Jörg Mantzsch gestaltet.

### Flagge
Die Flagge ist schwarz - gelb (1:1) längsgestreift und das Wappen ist mittig auf die Flagge aufgelegt.

## Wirtschaft und Infrastruktur

### Verkehr
Östlich von Diebzig befindet sich die Bundesstraße 187a, die von Köthen nach Zerbst führt. Durch Diebzig führt die Landesstraße 149.

## Persönlichkeiten
- Leberecht Uhlich (1799–1872), deutscher Theologe, war zwischen 1824 und 1827 Pfarrer in Diebzig.
- Gustav Adolf von Nordenflycht (1846–1921), deutscher Forstmeister, Autor und Herausgeber von Veröffentlichungen zur Jagd, veranstaltete vor 1900 in Diebzig Jagdausflüge mit den gehobeneren Gesellschaftsschichten.